# Gare du Lioran
La gare du Lioran est une gare ferroviaire française de la ligne de Figeac à Arvant, située sur le territoire de la commune de Laveissière, dans le département du Cantal en région Auvergne-Rhône-Alpes. Elle dessert notamment la station de ski du Lioran.
C'est une gare de la Société nationale des chemins de fer français (SNCF) desservie par des trains TER Auvergne-Rhône-Alpes.

## Situation ferroviaire
Établie à 1 152 mètres d'altitude, la gare du Lioran est située au point kilométrique (PK) 339,344 de la ligne de Figeac à Arvant, entre les gares ouvertes de Vic-sur-Cère et de Murat.
Gare d'évitement sur une ligne à voie unique elle dispose d'une deuxième voie pour le croisement des trains et de plusieurs voies de service.

## Histoire
Construite après le percement du tunnel du Lioran en 1868 par la Compagnie du chemin de fer de Paris à Orléans, elle possède toujours la tour de son réservoir d'eau datant de l'époque de la vapeur. Le château d'eau d'alimentation des locomotives a été protégé des effets du gel au moyen de planches isolées du mur, avec un toit pointu. Ce style de réservoir était particulier aux lignes du Cantal. Celui du Lioran est le dernier qui existe. Il a été inscrit monument historique par arrêté du 7 octobre 1991.

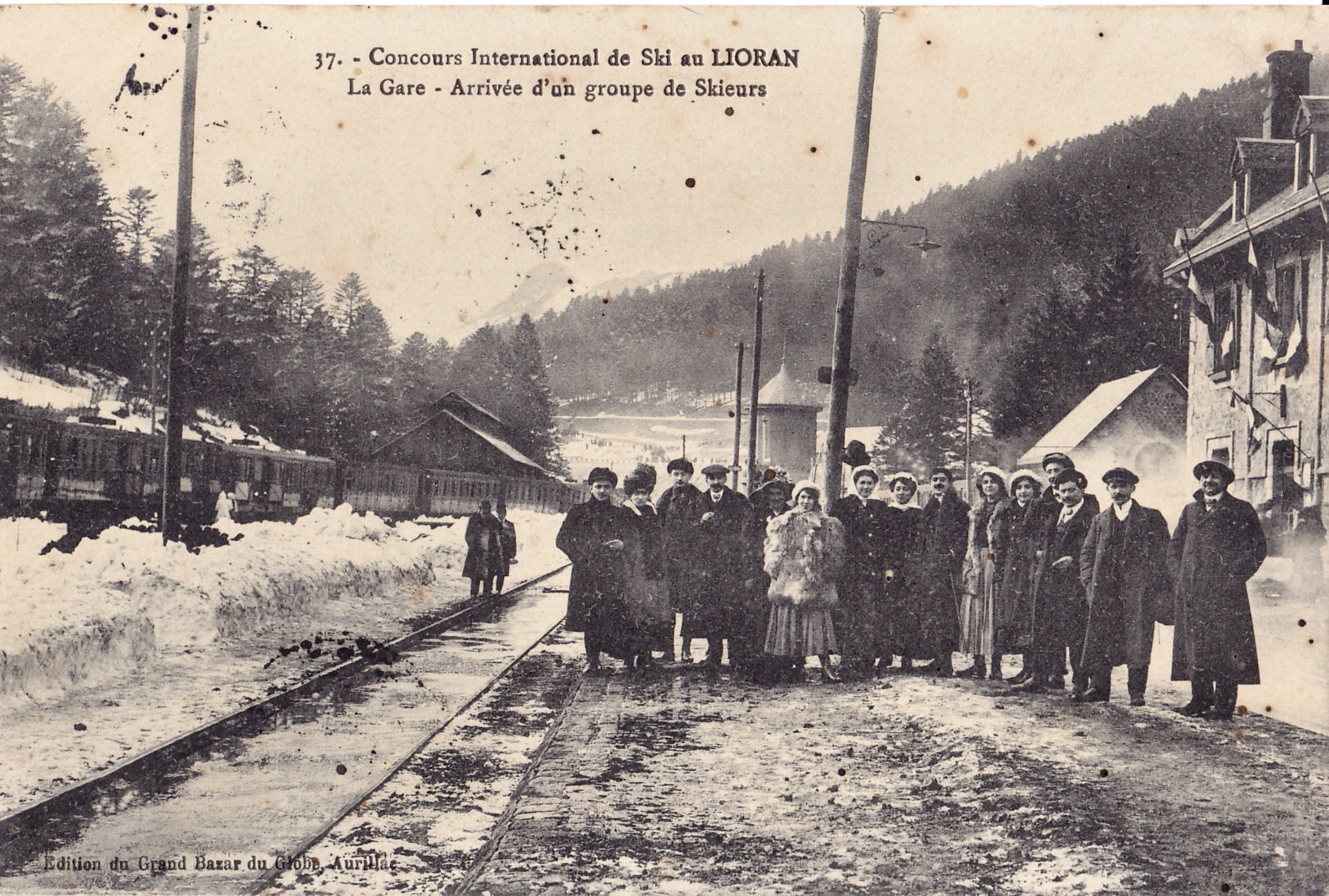
La gare joua un rôle important lors du 5e concours international de ski (France, Italie, Suisse, Norvège et Suède) organisé par le Club alpin français du 10 au 15 février 1911. On voit ici l'arrivée en gare de skieurs.

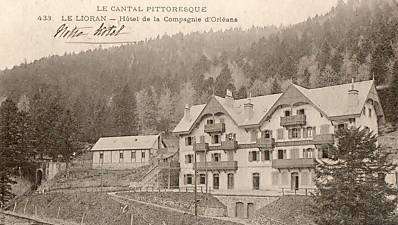
Hôtel de la Compagnie d'Orléans. Côté gare du Lioran.

La compagnie Paris-Orléans est à l'origine de la construction en 1893 de deux hôtels, l'autre étant à la gare de Vic-sur-Cère.
Victor-Eugène Ardouin-Dumazet nous donne une description à la fin du XIXe siècle :

« Du côté de la Cère l'orifice est à une altitude inférieure à l'entrée du versant de l'Alagnon, mais elle est plus sévère. Vers l'est, où l'on a construit la gare du Lioran, le bassin est riant, grâce au splendide manteau de sapins qui s'élève jusqu'à la région des pâturages. Au milieu de ce beau bassin forestier rappelant les Vosges avec plus d'apreté, la Compagnie d'Orléans a créé un hôtel semblable à celui de Vic-sur-Cère; un autre hôtel, la gare et ses constructions annexes font une sorte de hameau fort animé pendant l'été, séjour estival et centre d'excursions.
Le Premier tunnel routier du Lioran est la grande curiosité du Lioran ; fermé par des demi-baies vitrées destinées à atténuer le courant d'air, sans cesse éclairé par des lampes, il produit sur le piéton une sensation étrange. Les lampes sont trop peu nombreuses pour atténuer le vague effroi dont on est saisi, le pas se fait lourd, on le pose avec inquiétude comme si l'on allait plonger dans une vase molle ; une odeur forte s'échappe parfois de cavités fermées par des portes: ce sont des caves où l'on fait mûrir les fourmes selon les procédés de Roquefort. Au fond, l'issue du tunnel semble toute petite et prodigieusement lointaine. Peu à peu elle s'agrandit, le pas se raffermit, sonne mieux sur le macadam humide, et l'on retrouve la lumière dans ce petit bout du monde que l'on appelle la font de Cère. »

La ligne entre Aurillac et Arvant a été fermée pour des travaux entre le 14 juin et le 10 décembre 2011 pour une modernisation de la voie ferrée par Réseau ferré de France (RFF) dans le cadre du Plan rail Auvergne, cette tranche représente un coût de 25 millions d'euros. Le trafic ferroviaire était reporté sur la route avec des cars TER Auvergne.

## Fréquentation
De 2015 à 2023, selon les estimations de la SNCF, la fréquentation annuelle de la gare s'élève aux nombres indiqués dans le tableau ci-dessous:
| Année     | 2015   | 2016   | 2017   | 2018   | 2019   | 2020  | 2021  | 2022   | 2023   |
| --------- | ------ | ------ | ------ | ------ | ------ | ----- | ----- | ------ | ------ |
| Voyageurs | 25 580 | 29 538 | 23 083 | 22 312 | 16 717 | 6 284 | 9 536 | 11 384 | 16 077 |

## Service des voyageurs

### Accueil

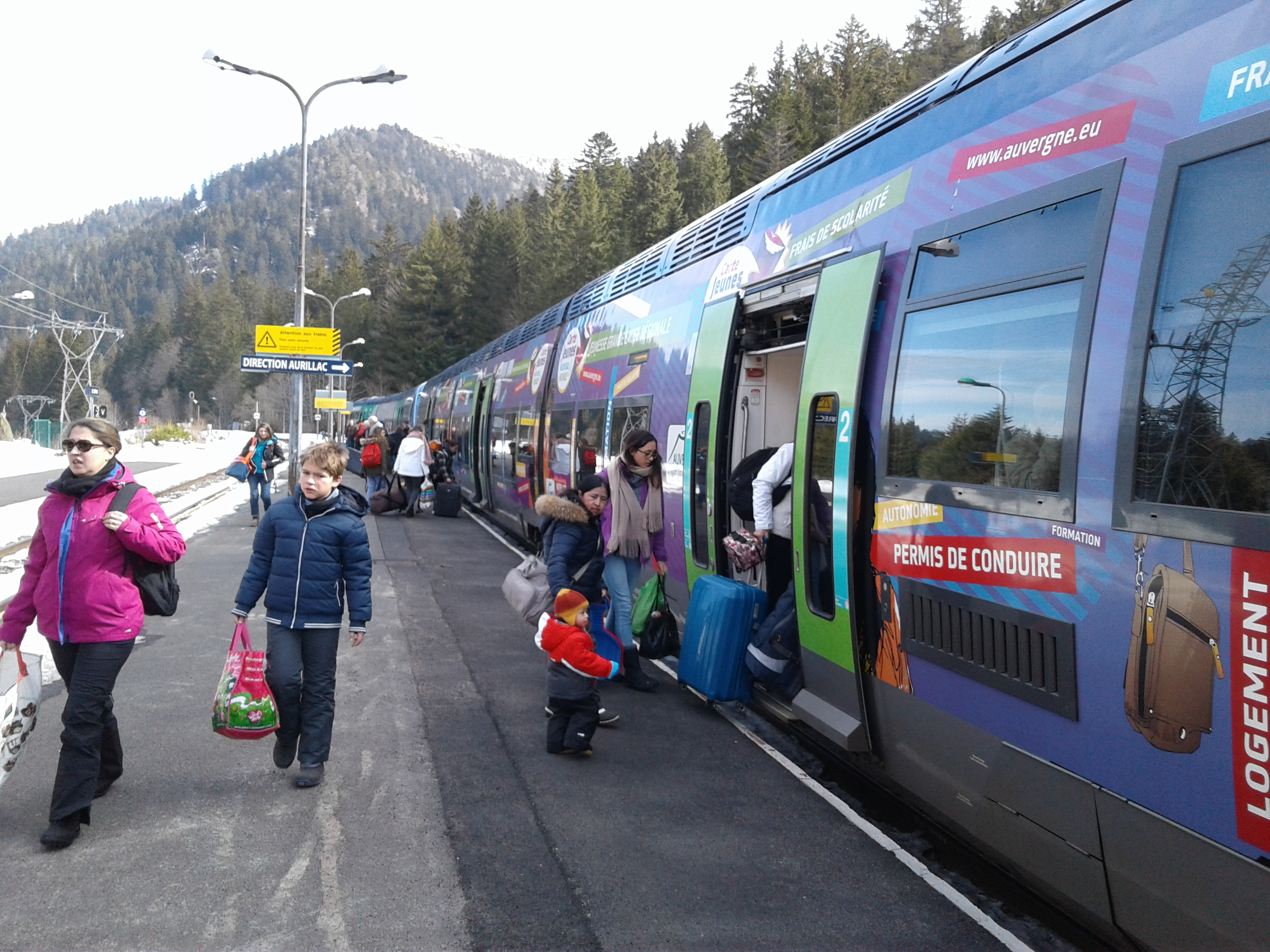
Desserte TER.

C'est une gare SNCF, elle dispose d'un bâtiment voyageurs, avec guichet, ouvert tous les jours.

### Desserte
Le Lioran est desservie par des trains TER Auvergne-Rhône-Alpes qui effectuent des missions entre les gares d'Aurillac et de Neussargues ou de Clermont-Ferrand.

### Intermodalité
Un parc pour les vélos et un parking pour les véhicules sont aménagés. En hiver, une navette et le téléski de la Gare permettent de rejoindre le domaine skiable de la station de ski du Lioran.

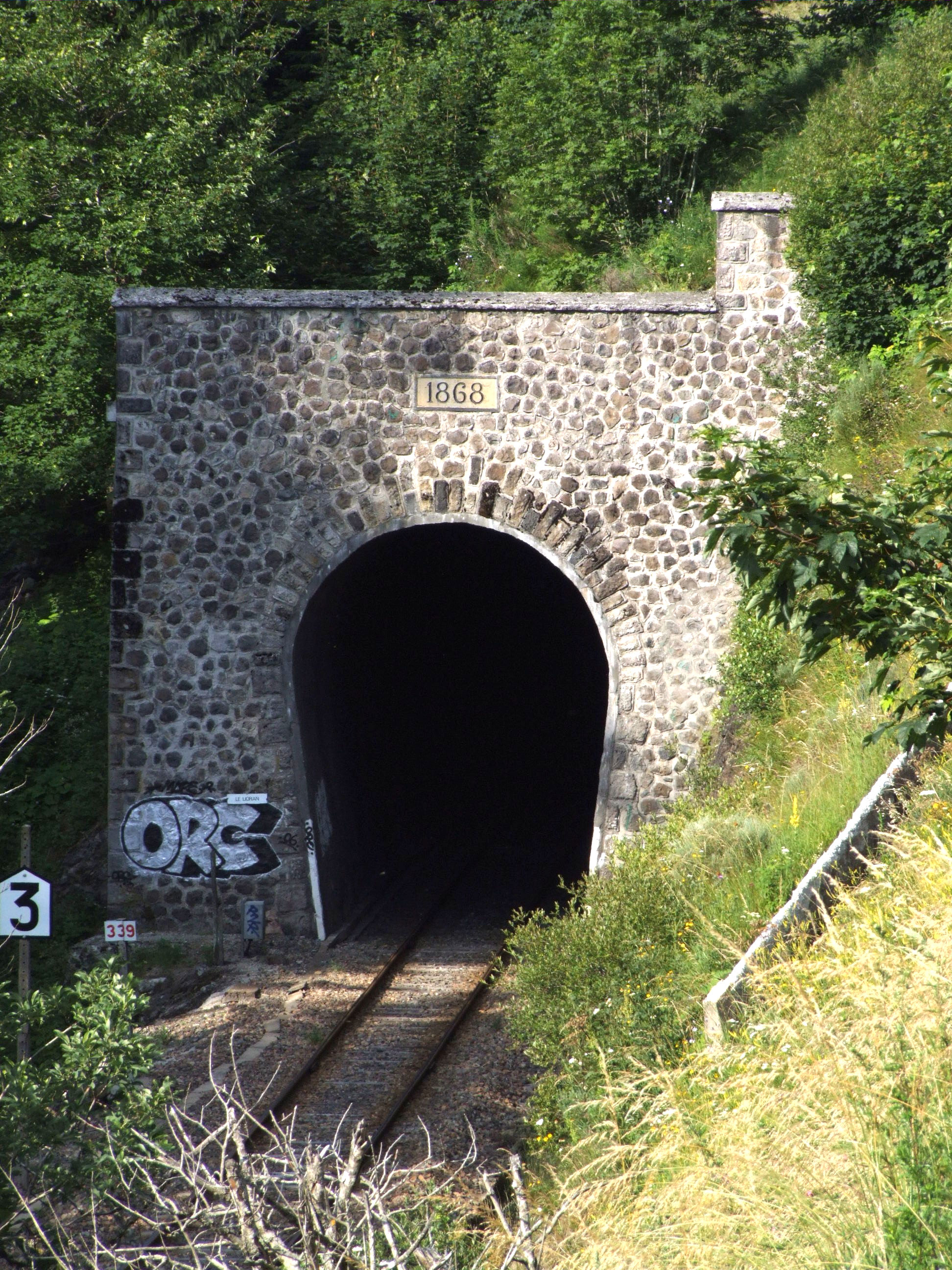
Tunnel du Lioran
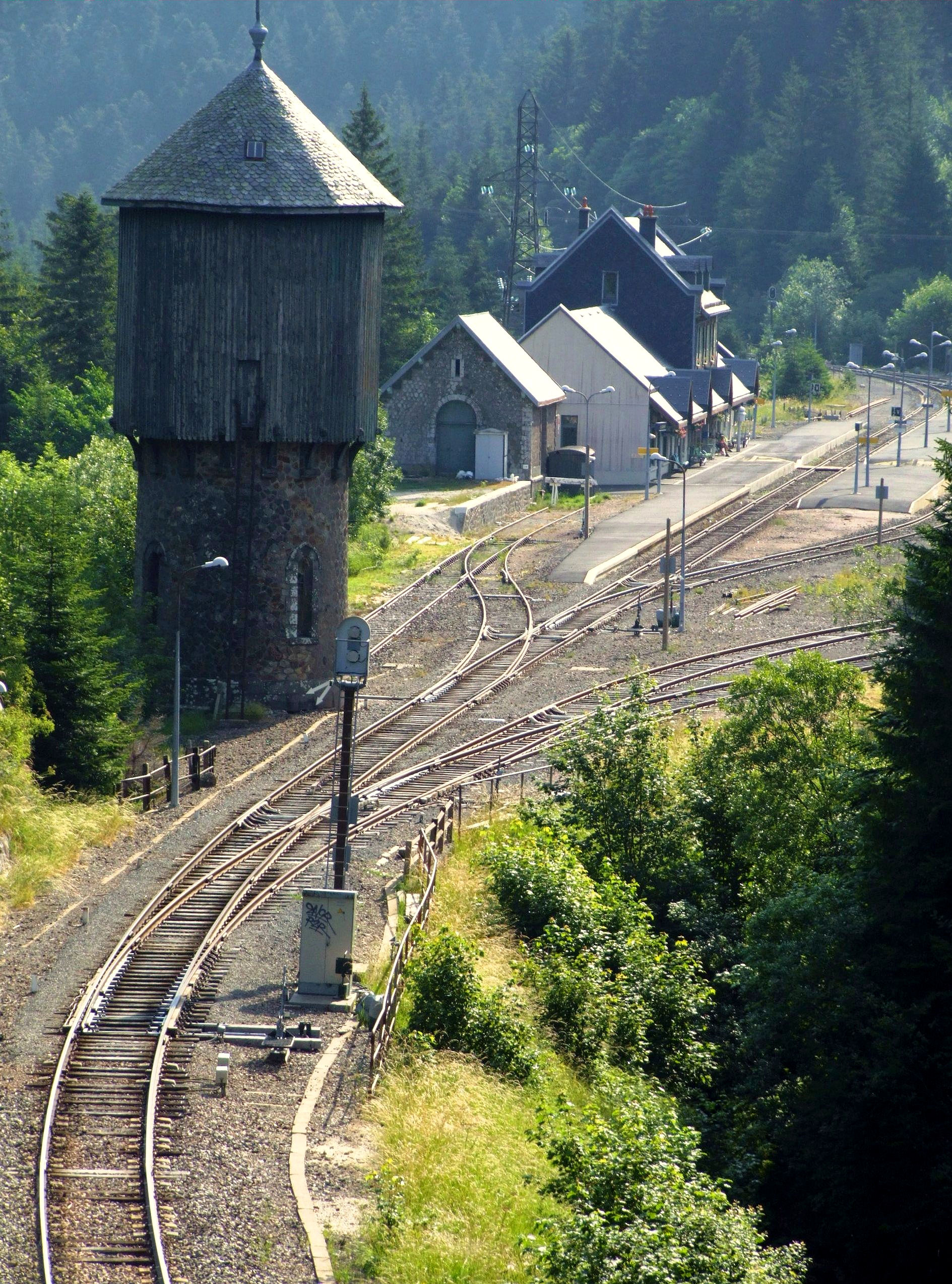
Gare du Lioran
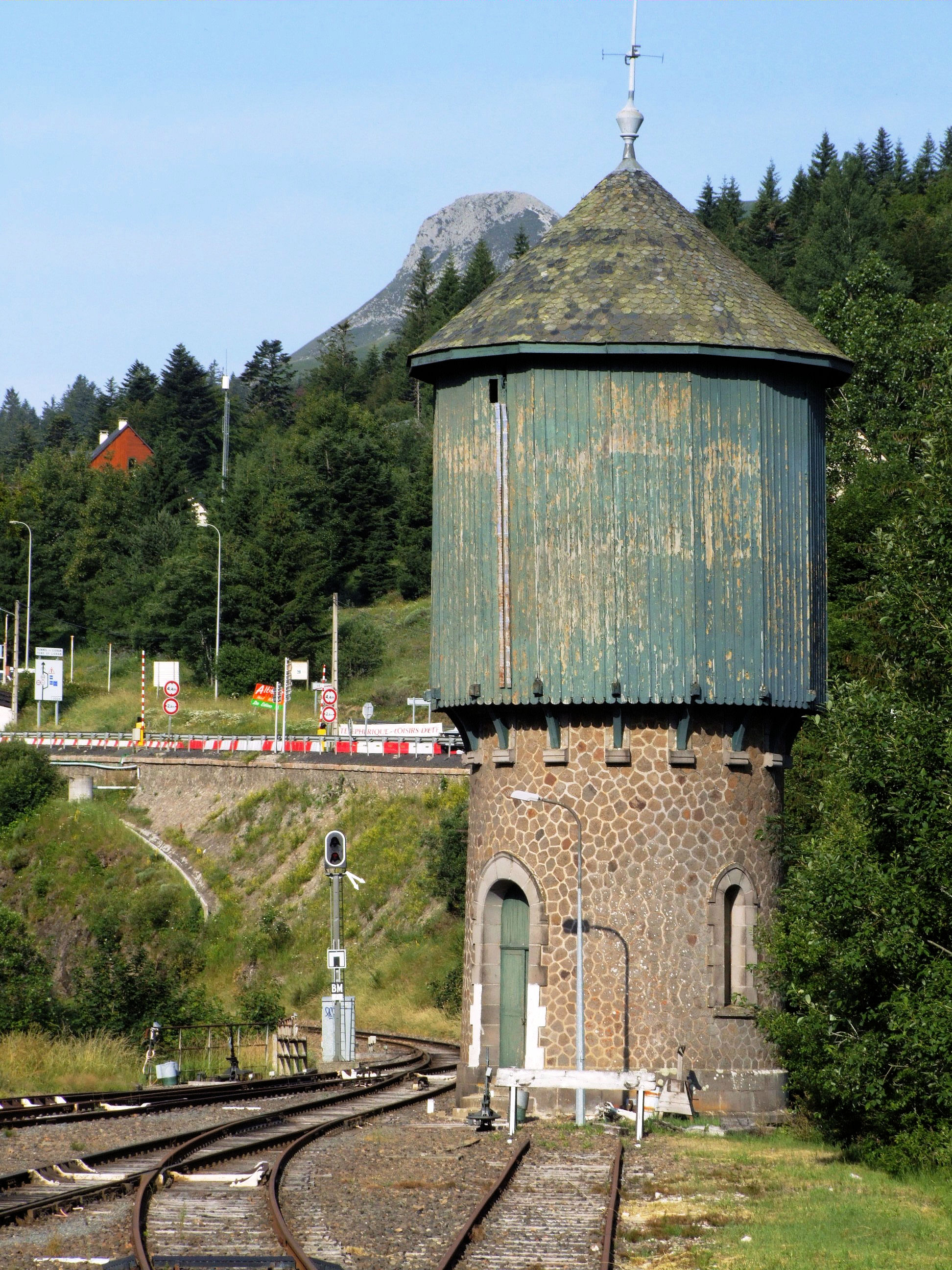
Gare du Lioran - Réservoir